# Boris Snetkov
Boris Vasilievich Snetkov (em russo:  Борис Васильевич Снетков; Saratov, 27 de fevereiro de 1925 – Moscou, 18 de setembro de 2006) foi um militar do Exército Vermelho e brevemente general do exército das Forças Armadas da Rússia.
Snetkov lutou na Segunda Guerra Mundial como oficial de artilharia autopropulsada e, durante a Guerra Fria, subiu de cargo no comando. Ele comandou o 1.º Exército Blindado de Guardas e serviu como primeiro vice-comandante do Grupo de Forças Soviéticas na Alemanha durante a década de 1970. Snetkov liderou o Distrito Militar da Sibéria, o Distrito Militar de Leningrado na década de 1980, e em 1987, tornou-se comandante do Grupo de Forças Soviéticas na Alemanha (em inglês: GSFG), que em 1989 se tornou o Grupo de Forças Ocidental quando a Guerra Fria acabou. Snetkov foi afastado do comando do grupo em dezembro de 1990 e transferido para o Grupo de Inspetores Gerais do Ministério da Defesa, antes de deixar o cargo militar em 1992.

## Primeiros anos e carreira militar na Segunda Guerra Mundial
Snetkov nasceu em 27 de fevereiro de 1925, na cidade de Saratov, e formou-se na Escola nº 2 de Pugachyov. Ele foi convocado para o Exército Vermelho em 1942 e, em outubro do ano seguinte, formou-se em cursos acelerados da 2.ª Escola de Artilharia Autopropulsada de Kiev, como tenente júnior. Como comandante de um canhão autopropulsado SU-152 no 9.º Regimento Separado de Tanques Avançados de Guardas, do 38.º Exército da Primeira Frente Ucraniana, Snetkov viu seu primeiro combate a oeste de Rozhiv, na Batalha de Kiev, em 25 de novembro, durante o qual sua tripulação, conforme um superior, teria destruído um tanque de guerra Tiger e dois canhões. Por suas ações, Snetkov recebeu a Ordem da Estrela Vermelha em 12 de dezembro. Enquanto o avanço para o oeste, através da Ucrânia, continuava no inverno, ele e seu regimento lutaram na Ofensiva Zhitomir-Berdichev e na Ofensiva Korsun-Shevchenkovsky como parte do 38.º Exército. Durante a última operação, em 26 de janeiro, um superior relatou que sua tripulação engajou uma coluna de tanques alemães de cerca de 20 tanques e destruiu três, um dos quais era um Tiger, na estrada Lypovets – Rososhe. Por esta ação, Snetkov recebeu a Ordem da Guerra Patriótica, 1.ª classe, em 2 de fevereiro.
Em fevereiro de 1944, seu regimento foi retirado da frente e convertido no 395.º Regimento de Artilharia Autopropulsada Pesada da Guarda. Ele também foi reequipado com canhões autopropulsados ISU-152 atualizados, de um dos quais Snetkov se tornou comandante. Ele e seu regimento não retornaram na frente até junho de 1944, quando se tornaram parte da Terceira Frente Bielorrussa. Ele foi promovido a tenente nessa época e, no final de junho, lutou na Operação Bagration, a ofensiva estratégica soviética que recapturou a Bielo-Rússia e o leste da Polônia. Entre 22 e 27 de junho, durante os combates na área de Bogushevsk, a tripulação de Snetkov foi comentada por um superior por ter destruído um canhão autopropulsado, dois bunkers e dois canhões antitanque. Por isso, ele recebeu uma segunda Ordem da Estrela Vermelha em 10 de julho. O regimento, como parte da frente, lutou na Ofensiva do Báltico e na Operação Gumbinnen durante o outono.

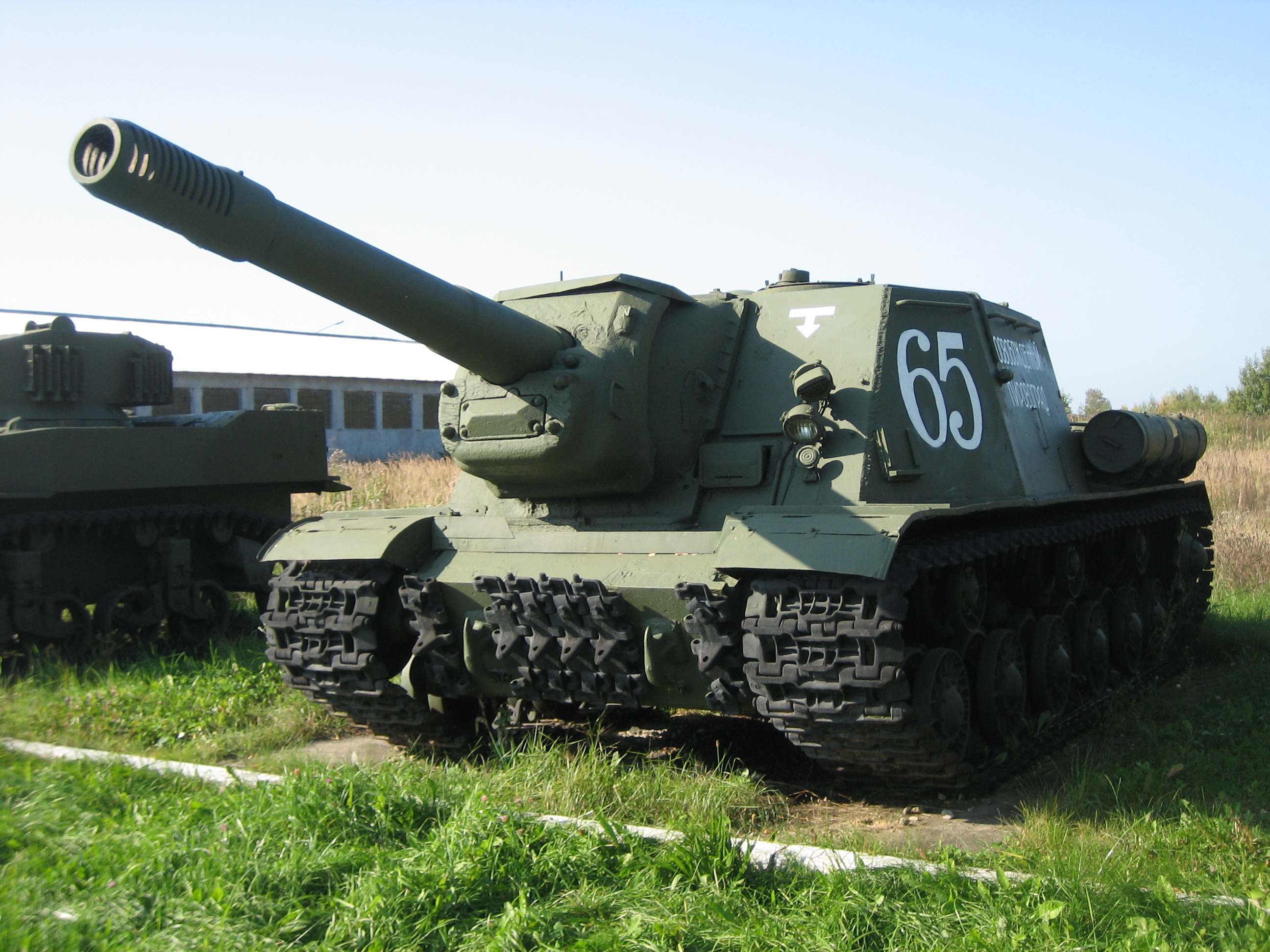
Um ISU-152, artilharia autopropulsada, modelo usado no 395.º Regimento de Guardas

Snetkov tornou-se ajudante do comandante do regimento e foi promovido a primeiro-tenente. A partir de janeiro de 1945, o 395.º Regimento de Artilharia Autopropulsada Pesada de Guardas lutou na Ofensiva da Prússia Oriental. De acordo com um relatório feito por seu comandante regimental, Snetkov ajudou a coordenar a entrada de canhões autopropulsados na batalha e frequentemente visitava pessoalmente as linhas de frente sob fogo pesado para passar ordens entre 13 e 21 de janeiro. Em 15 de janeiro, o rádio do comandante da 2.ª Bateria apresentou defeito, levando à perda da bateria. Apesar do pesado fogo de morteiro alemão, Snetkov foi capaz de transmitir ordens à bateria, permitindo-lhe cumprir a sua missão. Por essas ações, recebeu a Medalha "Pela Coragem" no dia 20 de fevereiro. O regimento lutou na Batalha de Königsberg e na Ofensiva de Samland nas últimas semanas da guerra. Entre 23 e 25 de abril, na luta em torno de Pillau, a bateria de Snetkov destruiu um canhão autopropulsado, nove canhões, oito bunkers, uma bateria de morteiros e 15 posições de metralhadoras. Por esta ação, recebeu a Ordem da Guerra Patriótica, 2.ª classe, a 6 de maio.
Após o fim da guerra na Europa, o 395.º Regimento de Artilharia Pesada Autopropulsada da Guarda foi transferido para o Extremo Oriente para a Operação Tempestade de Agosto. Snetkov tornou-se seu chefe de inteligência e assistente do chefe de gabinete de inteligência, terminando a guerra com o posto de capitão. Entre 8 de agosto e 3 de setembro, o regimento lutou na invasão soviética da Manchúria anexado ao 5.º Exército, e em 8 de setembro recebeu uma segunda Ordem da Guerra Patriótica, 1.ª tropa, por fornecer informações cruciais obtidas do reconhecimento à sua unidade.

## Guerra Fria
Entre 1946 e 1950, Snetkov foi subchefe do estado-maior para operações de um regimento, e depois ingressou na Academia Militar das Forças Blindadas, graduando-se em 1953. Até 1965, ele serviu sucessivamente como chefe de um estado-maior regimental, chefe do departamento de operações de uma divisão e comandante de um regimento de tanques. Entre 1965 e 1966, Snetkov foi chefe do estado-maior de uma divisão e, em 1968, formou-se na Academia Militar do Estado-Maior. Depois de se formar, Snetkov assumiu o comando de uma divisão de tanques no Distrito Militar de Kiev e, em maio de 1971, foi transferido para o Grupo de Forças Soviéticas na Alemanha (em inglês: GSFG) como chefe de gabinete e primeiro vice-comandante do 3.º Exército de Choque. Ele foi promovido a major-general em 1972 e serviria no GSFG durante a maior parte da década. Ele foi nomeado comandante do 1.º Exército Blindado de Guardas em agosto de 1973, após o qual foi promovido a tenente-general em 1974 e tornou-se primeiro vice-comandante em julho de 1975. Ele deixou a Alemanha Oriental para comandar o Distrito Militar da Sibéria em janeiro de 1979 e, posteriormente, foi promovido a coronel-general naquele ano, transferindo-se para o oeste novamente para liderar o Distrito Militar de Leningrado em novembro de 1981. Em 7 de maio de 1986, Snetkov foi promovido a general do exército.
Em novembro de 1987, Snetkov foi nomeado comandante do GSFG, que se tornou o Grupo de Forças Ocidental (em inglês: WGF) em junho de 1989, quando foi transferido para uma função defensiva. Durante as revoltas na Alemanha Oriental durante outubro e novembro, as tropas do WGF não intervieram nas manifestações de Leipzig, na segunda-feira, e na queda do Muro de Berlim como resultado de ordens dadas a Snetkov pelo embaixador soviético na Alemanha Oriental, Vyacheslav Kochemasov, que foram confirmados pelo governo soviético. Após a queda do Muro de Berlim e o alívio das tensões da Guerra Fria, a disciplina no WGF começou a declinar. Em resposta às acusações de abuso fatal de recrutas, deserção generalizada e contrabando de armas entre as tropas soviéticas, Snetkov deu uma entrevista coletiva em novembro de 1990 para negar as acusações, na qual afirmou que apenas 84 soldados morreram em 1990, principalmente em treinamento ou acidentes de trânsito, e 83 soldados "deixaram unidades sem permissão". Snetkov negou as acusações de contrabando de armas, afirmando que apenas sete armas estavam "desaparecidas". Em resposta às reclamações dos cidadãos alemães, ele também interrompeu todos os treinamentos nos fins de semana e feriados e acabou com os voos de baixa altitude sobre locais populosos.
Em dezembro, depois que o ex-líder da Alemanha Oriental Erich Honecker recebeu um mandado de prisão de promotores em Berlim e foi acusado de dar ordens para atirar em fugitivos, Snetkov se recusou a entregar Honecker, que estava sob proteção soviética em um hospital militar em Beelitz. Ele se opôs à retirada das tropas soviéticas da Alemanha e afirmou em várias entrevistas no início dos anos 2000 ao jornal militar russo Krasnaya Zvezda que sua oposição à retirada soviética foi o motivo de sua demissão do comando do WGF no final daquele mês. No entanto, de acordo com um relatório contemporâneo do Izvestia, ele foi demitido junto com deputados após as deserções de um comandante de regimento e um líder de unidade de abastecimento em 29 de novembro, que levaram dois mísseis, três projéteis de tanque e outros armamentos com eles. Após sua demissão, Snetkov se juntou ao Grupo de Inspetores Gerais do Ministério da Defesa, tradicionalmente um posto de aposentadoria para generais idosos. Ele se retirou do serviço militar em maio de 1992, após a extinção do Grupo de Inspetores Gerais.

## Últimos anos de vida
Snetkov viveu seus últimos anos de vida em Moscou e morreu nesta cidade em 18 de setembro de 2006. Ele foi enterrado no Cemitério Troyekurovskoye.

## Vida pessoal e política
Snetkov ingressou no Partido Comunista da União Soviética em 1945, e foi deputado do Soviete Supremo da União Soviética em sua décima e décima primeira convocações, que duraram de 1979 a 1989. Ele também foi candidato a membro do Comitê Central do Partido Comunista entre 1986 e 1990. Durante a eleição legislativa da União Soviética em março de 1989, as primeiras eleições soviéticas relativamente livres, Snetkov, que era apoiado pelo Partido Comunista, perdeu sua cadeira, que representava um distrito em Yaroslavl, para o tenente-coronel reformista Viktor Podziruk, em uma campanha focada no questão da existência do rascunho soviético.
Snetkov se casou com Aleksandra Ivanovna, que morreu em 2011, e teve um filho, Vladislav Borisovich Snetkov, que também se tornou oficial do exército e morreu em 1997.

## Honrarias
Snetkov recebeu as seguintes condecorações.
- Ordem de lenin
- Ordem da Revolução de Outubro
- Ordem da Guerra Patriótica, 1.ª tropa (3)
- Ordem da Guerra Patriótica, 2.ª tropa
- Ordem da Estrela Vermelha (2)
- Ordem de Serviço à Pátria nas Forças Armadas da URSS 3.ª tropa
- Medalha "Pela Coragem"